# Wojciech Soliński
Wojciech Marian Soliński – polski filolog, dr hab. nauk humanistycznych, profesor nadzwyczajny Instytutu Filologii Polskiej Wydziału Filologicznego Uniwersytetu Wrocławskiego.

## Życiorys
Obronił pracę doktorską, 26 maja 2003 uzyskał stopień doktora habilitowanego. 22 stycznia 2016 nadano mu tytuł profesora w zakresie nauk humanistycznych. Był zatrudniony na stanowisku profesora nadzwyczajnego w Instytucie Filologii Polskiej na Wydziale Filologicznym Uniwersytetu Wrocławskiego.